# 分体拓扑学
在形式本体论领域（形而上学的一个分支）以及在计算机与信息科学本体领域，分体拓扑学是一种关于整体、部分、部分之部分以及部分间边界之间关系的，用于具体表达分体论及拓扑学概念的一阶理论。

## 歷史與研究動機
分體拓撲學開始於阿爾弗雷德·諾思·懷特黑德的理論，在1916年至1929年間闡述於他出版的一些著作及文章。懷特黑德的早期研究在尼彭(Kneebone)(1963年: chpt. 13.5)與西門(Simons)(1987年: 2.9.1)的著作中均有討論到。懷特黑德的理論在1929年出版的書歷程與實在(Process and Reality)中擴大討論到整體與部分的關係，這是夾雜著以諸如切点及连通空间的拓撲觀念一起來討論。儘管懷特黑德有如數學家版的洞察力，他的理論仍是不夠充分且不是很正式的立論，甚至頗有瑕疵。經由證明懷特黑德理論能夠被充分地正式化、且作一些訂正，就此克拉克(Clarke)(1981年, 1985年)確立了現代化的分體拓撲學。 克拉克與懷特黑德的理論在賽門(Simons)(1987年: 2.10.2)及盧卡斯(Lucas)(2000年: chpt. 10)的書上都有討論到。懷特黑德無點幾何學入門觀點包含兩項現代懷特黑德理論的論述，因於基安吉阿卡茅·葛拉(Giangiacomo Gerla)的論說，理論上每項不同的論點將在下一章節中陳述說明。
雖然分體拓撲學是數學理論，不過我們將之後的發展歸功於邏輯學家與理論計算機科學家。盧卡斯(2000年: chpt. 10)、卡塞迪與瓦力(1999年: chpts. 4,5)論述中提到分體拓撲學的有關引介，說到只要修過一阶逻辑的課程任何人都可以理解分體拓撲學的理論。更多進一步分體拓撲學的論述包含孔(Cohn)及瓦力(Varzi)(2003年)的著作，而以複雜數學來論述的有羅艾伯(Roeper)(1997年)的著作。關於懷特黑德無點幾何學的數學論述，參見葛拉(Gerla)(1995年)的著述。 
巴力·史密斯(Barry Smith)(1996年)、安東尼·孔(Anthony Cohn)及共同作者、再則瓦力(Varzi)單獨個人與其他人，他們所有人都證明分體拓撲學能夠用在形式本體論與本體論，藉此達到正式化關連的作用，諸如在切点、连通空间、邊界、内部、孔洞(hole)等等上的應用。

## 卡塞迪與瓦力較優法
卡塞迪與瓦力(1999年: chpt.4)闡述種種的分體論理論於一致的標記法上。這一章節闡述了一些巢狀理論，而這些巢狀理論在GEMTC的較優理論裡也已發展到頂點了，接著咱們緊跟著他們的解說來走。在GEMTC的分體拓撲闡述中，有部分為GEM的傳統理論。卡塞迪與瓦力也沒有說到是否GEMTC的模型论包含到任何傳統的拓扑空间。
我們以一些论域觀點作為起始論述，它們的元素稱為个体(即一個分体论同义词表示"個體的計算")。卡塞迪與瓦力較偏好限制本體論至實體物件，不過其他人就任意地應用分體拓撲理論來合理化幾何圖形與事件，並藉由提出人工智能的研究工作來解決問題。
使用一個大寫的拉丁字母來定義一個二元关系及谓词变量(predicate)，而谓词变量的字母關係到一阶逻辑的關係。從拉丁字母群(A-Z)的後段取用小寫字母來定義變量範圍，且及於整個定義域；而從字母群的初始段取用的小寫字母就用來作為任意個體的名稱。假如以一公式以原子公式表示再接著邏輯雙如言，因此邏輯雙如言右邊的次公式表為原子公式的定義，他們的變量就為非約束形式。否則，變數不是外顯性的量化而是內隱性的全称量化。底下所提的公理Cn系列對應到卡塞迪與瓦力(1999年: chpt. 4)著述里的公理C.n系列。
咱們從拓撲的基本理論談起，如二元关系的連接特性；基本原子公式Cxy表示"x是連接到y"。連結是被控制著，至少，是經由這些公理來達成：
C1. {\displaystyle \ Cxx.} (自反关系)
C2. {\displaystyle Cxy\rightarrow Cyx.} (對稱)
現在假定二元關係為E，定義為：
{\displaystyle Exy\leftrightarrow [Czx\rightarrow Czy].}
Exy讀為"y包圍x"且也全然為拓撲關係。而C1-2的表達結果即E是自反关系及传递关系，因此亦是预序关系。假如E也假定為外延公理，以致於：
{\displaystyle (Exa\leftrightarrow Exb)\leftrightarrow (a=b),}
接著E被證明為反对称关系且因此變成為一偏序关系。在區域內，標記為xKy，為懷特黑德理論(1919年,1925年)上的單一最初關係，且為分體拓撲學的起始點。
令子集(parthood)為主要分体论定義上最初的二元关系，且令原子公式Pxy定義作"x是y的一部分"。咱們假設P為一偏序关系。稱其為結果的最簡化分體論M。
假如x為y的一部分，我們假定y包圍x：
C3. {\displaystyle \ Pxy\rightarrow Exy.}
C3精巧的連接分体论這個部分到拓扑学的範圍內。
令O表示為這個分體論重覆的二元關係，定義為：
{\displaystyle Oxy\leftrightarrow \exists z[Pzx\land \ Pzy].}
令Oxy表示為"x與y重覆"，再著手進行O的處理，C3的結果為：
{\displaystyle Oxy\rightarrow Cxy.}
要注意到逆命題(converse)是不需要一直堅持著。儘管情況顯示重覆是需要連結的，然而連結的情況是反而是不需要重覆的。假如不是這種情況，拓扑学不會僅是一個分体论模式(這兒"重覆"總是表示為原來的或是定義好的兩種情況之一)。
基礎分體拓撲學(MT)即表示這個理論含有最初的C與P，定義的E與O，及公理C1-3，而這些公理可以用來確定P即是偏序关系。在MT中以標準的外延公理分體論GEM來替代M產生GEMT理論.
令IPxy表示為"x是y內之一部分"，IP定義為：
{\displaystyle IPxy\leftrightarrow (Pxy\land (Czx\rightarrow Ozy)).}
令σx φ(x)定義為所有在定義域滿足φ(x)之分體邏輯和(合并)。σ為一约束变量前綴(prefix)算子。GEM的公理假設φ(x)是一個一阶逻辑則這個和就存在著。根據現成的σ及IP關係的條件，咱們能定義x内部結構，{\displaystyle \mathbf {i} x,} 而這是x所有的內部部分z分體之和，或則：
{\displaystyle \mathbf {i} x\leftrightarrow \sigma z[IPzx].}
這個定義出兩個簡單結果為：
{\displaystyle \mathbf {i} W\leftrightarrow W,}
這兒W表全體的個體部分，且
C5. {\displaystyle \ P(\mathbf {i} x)x.} (子集)
算子 i 含有超過兩個公理屬性：
C6. {\displaystyle \mathbf {i} (\mathbf {i} x)\leftrightarrow \mathbf {i} x.} (等冪)
C7. {\displaystyle \mathbf {i} (x\times y)\leftrightarrow \mathbf {i} x\times \mathbf {i} y,}
而a×b為a與b的分體乘積，在Oab不成立時並不定義。i分散在乘積里。
現在看得出來，對於拓扑学的内部算子而言i為同构。也因此i的對偶性(duality)、拓撲闭包算子c，以i的觀點可以被定義出來，且卡齐米日·库拉托夫斯基公理對c而言是一些定理。同樣地，已知c的公理是類比於C5-7，i依c可以被定義，且C5-7可以成為定理。將C5-7加進GEMT而產生卡塞迪與瓦力較優分體拓撲理論，GEMTC。
x為自我連接，假如它滿足下列謂語變量邏輯：
{\displaystyle SCx\leftrightarrow ((Owx\leftrightarrow (Owy\lor Owz))\rightarrow Cyz).}
要注意到在定義上MT不但是單獨、且為充分之最原始的及有定義的謂語變數。謂語變數SC可以正式成立需要的條件、是基於所給予的懷特黑德'的歷程與實在書中所述：兩個個體之分體邏輯和是能夠存在：他們也必須是連結的。正式定義為：
C8. {\displaystyle Cxy\rightarrow \exists z[SCz\land Ozx\land (Pwz\rightarrow (Owx\lor Owy)).}
給予一些分體拓撲X，加C8到X結果產生出卡塞迪與瓦力所稱的X的懷特黑德衍伸式，表記為WX。因此這個定理為WGEMTC，它的公理為C1-8。
C8的逆向為GEMTC定理。因此，已知一GEMTC的公理，假如O及SC視為起初的謂語變量，則C為一已定義的謂語變量。
假如主要的分體論是沒有原子公式且比GEM來的弱，這公理確定是缺少原子公式(P9出於"卡塞迪與瓦力1999"的論述)那就可以被C9替代，如此則可以設想沒有一個個體有拓撲邊界：
C9. {\displaystyle \forall x\exists y[Pyx\land (Czy\rightarrow Ozx)\land \lnot (Pxy\land (Czx\rightarrow Ozy))].}
當定義域包含有幾何圖形時，則邊界值可以是點、曲線，或面。考慮到其它的本體論時、邊界值能夠代表什么意思，討論起來不是一件簡單的事情，在卡塞迪與瓦力(1999年: chpt. 5)的著作裡有討論到這些問題。